# Niklas Olausson
Claes Niklas Per Olausson, född 12 maj 1986 och uppvuxen i Väckelsång i Tingsryds kommun, är en svensk före detta ishockeyspelare som sist spelade för Luleå Hockey i SHL. Efter att ha påbörjat ishockeykarriären i moderklubben Tingsryds AIF fick Olausson ett mindre genombrott då han lämnade klubben för spel med Nyköpings Hockey i Hockeyallsvenskan. Han gick sedan vidare till Linköping HC i SHL (dåvarande Elitserien) 2006 där han under två säsonger också spelade för Nyköping, som han blev utlånad till. 2007 tog han ett SM-silver med Linköping. Året därpå spelade Olausson för Västerås IK och fick ett större genombrott då han slutade tvåa i Hockeyallsvenskans poängliga med 71 gjorda poäng.
Inför säsongen 2009/10 anslöt Olausson till Luleå HF, som han spelade för under fem säsonger i följd. 2013 tog han ytterligare ett SM-silver. Därefter följde tre säsonger med spel utomlands: två säsonger för schweiziska EHC Biel i Nationalliga A, och en säsong med finska Kärpät i Liiga. Mellan säsongerna 2017/18 och 2020/21 spelade Olausson åter för Luleå HF och var under den första av dessa lagkapten för klubben. Säsongen 2021/22 återvände Olausson till Schweiz då han spelade för EHC Visp i Swiss League. Den följande säsongen representerade han tre olika klubbar, schweiziska EHC Basel, österrikiska Graz 99ers och slutligen Luleå HF. Efter att ha skrivit ett korttidsavtal med Linköping HC i augusti 2023 bekräftades det att Olausson återvänt till Luleå HF i slutet av november samma år. Detta kom också att bli Olaussons sista säsong som professionell ishockeyspelare.
Olausson gjorde debut i det Svenska landslaget 2010 och spelade över 20 A-landskamper. I juniorsammanhang representerade han Sverige vid U18-VM 2004.

## Karriär

### Klubblag

#### 2002–2009: Början av karriären
Olausson började sin ishockeykarriär i mycket unga år i Tingsryds AIF. Bredvid sitt ishockeyutövande spelade han fotboll i den lokala föreningen. Vid 15 års ålder var Olausson väl etablerad i juniorsammanhang i de högre serierna i Sverige. År 2002 började han ishockeygymnasiet i Tingsryd – vid den här tidpunkten hade han redan fått anbud från olika Elitserieklubbar, bland annat HV71. Säsongen 2002/03 fick han för första gången förtroende i Tingsryds A-lag i Division 1. Han gjorde 10 poäng på 40 matcher, trots att han inte fick särskilt mycket speltid under de matcher han spelade. Säsongen 2003/04 fick Olausson sitt genombrott i klubben med 34 poäng på 32 matcher och säsongen 2004/05 vann han lagets interna poängliga med 48 poäng på 35 matcher (21 mål, 26 assist).
Inför säsongen 2005/06 skrev Olausson ett ettårskontrakt för Nyköpings Hockey i Hockeyallsvenskan. Redan i november samma år, mitt under pågående säsong, skrev han ett tvåårsavtal med Linköping HC i SHL. På 40 matcher noterades Olausson för 28 poäng (7 mål, 21 assist) och var tillsammans med Ronny Björlin Nyköpings poängmässigt främsta spelare.
Han lämnade sedan Nyköping för Linköping och gjorde SHL-debut den 18 september 2006, i en match mot Frölunda HC. I oktober samma år blev han under en kort period utlånad till Nyköping. Han blev senare under säsongen åter utlånad till samma klubb och spelade totalt 15 matcher för Nyköping och noterades för 18 poäng (sex mål, tolv assist). Den 4 november 2006 gjorde Olausson sitt första mål i SHL, på Juha Pitkämäki, då han avgjorde till 2–1 i en match mot Mora IK. Totalt spelade Olausson 38 grundseriematcher för Linköping under säsongen och noterades för nio poäng (tre mål, sex assist). I slutspelet tog sig laget till final sedan man slagit ut både Luleå HF och Färjestad BK. I finalserien föll Linköping mot Modo Hockey med 4–2 i matcher. Olausson fick begränsat med speltid under slutspelet, men tilldelades ett silver. Under sin andra säsong i klubben lånades han på nytt ut till Nyköping i Hockeyallsvenskan. Han återvände till Linköping i oktober 2007 och spelade tolv matcher med laget, för att sedan återvända till Nyköping, där han tillbringade återstoden av säsongen. På 33 matcher noterades han för 35 poäng.
Inför säsongen 2008/09 lämnade Olausson Linköping för spel med Västerås Hockey i Hockeyallsvenskan. Olausson blev tvåa i grundseriens poängliga sedan han noterats för 71 poäng (15 mål, 56 assist) på 44 matcher. Västerås kvalificerade sig till Kvalserien till Elitserien i ishockey 2009, men slutade där på sista plats.

#### 2009–2024: Luleå HF och spel utomlands

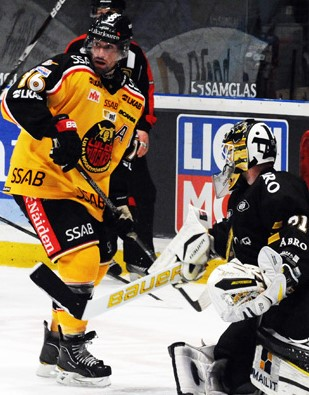
Olausson med Luleå HF 2013.

I april 2009 skrev Olausson på ett tvåårskontrakt med Luleå HF i SHL. I januari 2011 förlängde Olausson sitt kontrakt med Luleå med ytterligare två år. Under sitt tredje år i klubben gjorde Olausson sin poängmässigt bästa säsong i SHL då han vann Luleås interna poängliga med 41 poäng på 53 matcher (8 mål, 33 assist).
Den 9 mars 2012 förlängde han åter sitt avtal med två år. Den 29 september 2012 gjorde Olausson ett äkta hat trick i den tredje perioden då Luleå gick från 2–1 till 5–1, som också blev slutresultatet, i en match mot Växjö Lakers HC. Senare samma säsong var han med och tog Luleå till dess första SM-final sedan 1997. Laget slog ut både Frölunda HC och Färjestad BK innan man där föll i finalserien mot rivalen Skellefteå AIK med 4–0 i matcher. Olausson spelade sedan ytterligare en säsong för Luleå, där han för tredje året i följd gjorde över 30 poäng i grundserien (11 mål, 22 assist).
I juni 2014 stod det klart att Olausson efter fem säsonger i Luleå, lämnat klubben för att för första gången spela utomlands då han skrivit ett ettårsavtal med schweiziska EHC Biel i Nationalliga A. Han stod återigen för en säsong där han gjorde över 30 poäng i grundserien. Mitt under säsongen förlängde han avtalet med klubben med ytterligare ett år. Efter två år i Schweiz meddelades det den 24 augusti 2016 att finska Kärpät skrivit ett ettårsavtal med Olausson. Han missade stora delar av säsongen på grund av en ryggskada och spelade 26 matcher för klubben, där han noterades för 18 poäng.
Den 24 mars 2017 bekräftade Luleå HF att Olausson återvänt till SHL då han skrivit ett ettårsavtal med klubben. Han utsågs till lagkapten och vann under säsongen lagets interna poängliga med 33 poäng på 45 matcher (7 mål, 26 assist). Vid säsongens slut meddelades det att Olausson skrivit ett nytt treårsavtal med klubben.
Säsongen därpå var Olausson en av lagets assisterande lagkaptener. I grundserien vann han lagets interna skytteliga, tillsammans med Jack Connolly. På 43 matcher noterades han för 34 poäng (16 mål, 18 assist), vilket gav honom en andraplats i lagets interna poängliga. Laget slutade på andra plats i grundserien och slog sedan ut de regerande mästarna Växjö Lakers HC i kvartsfinalserien med 4–1 i matcher. Därefter besegrade man av Frölunda HC med samma siffror i semifinal. Olausson snittade en poäng per match i slutspelet och noterades för tre mål och fem assistpoäng på åtta spelade matcher.
Den 31 maj 2021 stod det klart att Olausson lämnat Luleå för spel med den schweiziska klubben EHC Visp i Swiss League. Han var under säsongens en av lagets ledande spelare poängmässigt med 44 poäng på 39 grundserienmatcher (varav tio mål). Den följande säsongen spelade Olausson för tre olika klubbar i Europa. Han inledde säsongen med EHC Basel i Swiss League, där han spelade fyra matcher (två mål, två assist). I november 2022 anslöt han till Graz 99ers i den österrikiska ishockeyligan. Där spelade han 20 matcher och noterades för 5 mål och 18 assist för totalt 23 poäng. I sluttampen av säsongen stod det dock klart att Olausson återvänt till Luleå HF, där han på sex grundseriematcher noterades för fyra poäng. Luleå, som slutade på tionde plats i grundserien, slog ut IK Oskarshamn i åttondelsfinal med 2–1 i matcher. Man besegrades sedan i kvartsfinalserien mot Växjö Lakers HC med 4–3 i matcher. På dessa tio matcher stod Olausson för ett mål och två assistpoäng.
Olausson, som senast spelat för Linköping HC 2007, bekräftades den 22 augusti 2023 ha skrivit ett treveckorsavtal med klubben. Efter att avtalet löpt ut lämnade han dock Linköping på grund av familjeskäl. Den 27 november samma år stod det klart att han än en gång återvänt till Luleå för återstoden av säsongen. Totalt spelade han 15 grundseriematcher för Luleå, han missade delar av säsongen bland annat på grund av en knäskada. I SM-slutspelet slogs Luleå för andra säsongen i följd ut av Växjö Lakers HC i kvarsfinalserien, denna gång med 4–0 i matcher. I samband med säsongens sista match bekräftade Olausson att han valt att avsluta sin spelarkarriär.

### Landslag
Olausson blev 2004 uttagen till det svenska laget i U18-VM i Vitryssland. Sverige gick till kvartsfinal efter att ha slutat trea i gruppspelet, och ställdes där mot Tjeckien, som vann matchen med 5–1. På sex spelade matcher noterades Olausson för en assistpoäng. Olausson gjorde debut i Tre Kronor den 10 november 2010 under Karjala Tournament. Den 11 april 2012 gjorde han sitt första A-landslagsmål, på Andrej Mezin, då han avgjorde en match efter straffläggning till 2–1 mot Vitryssland.

## Statistik

### Klubblag
| 2002–03    | Tingsryds AIF    | Div. 1     | 40  | 5  | 5   | 10  | —   | —  | — | —  | —  | —  |
| 2003–04    | Tingsryds AIF    | Div. 1     | 32  | 11 | 23  | 34  | 12  | —  | — | —  | —  | —  |
| 2004–05    | Tingsryds AIF    | Div. 1     | 35  | 21 | 26  | 47  | 22  | —  | — | —  | —  | —  |
| 2005–06    | Nyköpings Hockey | HA         | 40  | 7  | 21  | 28  | 50  | —  | — | —  | —  | —  |
| 2006–07    | Linköping HC     | SHL        | 38  | 3  | 6   | 9   | 12  | 14 | 0 | 0  | 0  | 0  |
| 2006–07    | Nyköpings Hockey | HA         | 15  | 6  | 12  | 18  | 37  | —  | — | —  | —  | —  |
| 2007–08    | Nyköpings Hockey | HA         | 33  | 14 | 21  | 35  | 40  | —  | — | —  | —  | —  |
| 2007–08    | Linköping HC     | SHL        | 12  | 1  | 1   | 2   | 0   | —  | — | —  | —  | —  |
| 2008–09    | Västerås IK      | HA         | 44  | 15 | 56  | 71  | 44  | 9  | 3 | 5  | 8  | 32 |
| 2009–10    | Luleå HF         | SHL        | 46  | 11 | 19  | 30  | 18  | —  | — | —  | —  | —  |
| 2010–11    | Luleå HF         | SHL        | 43  | 10 | 16  | 26  | 12  | 10 | 0 | 6  | 6  | 4  |
| 2011–12    | Luleå HF         | SHL        | 53  | 8  | 33  | 41  | 18  | 5  | 1 | 3  | 4  | 0  |
| 2012–13    | Luleå HF         | SHL        | 48  | 11 | 25  | 36  | 14  | 15 | 1 | 10 | 11 | 4  |
| 2013–14    | Luleå HF         | SHL        | 49  | 11 | 22  | 33  | 60  | 6  | 1 | 3  | 4  | 4  |
| 2014–15    | EHC Biel         | NLA        | 37  | 8  | 23  | 31  | 12  | 7  | 0 | 5  | 5  | 4  |
| 2015–16    | EHC Biel         | NLA        | 29  | 4  | 16  | 20  | 22  | 8  | 0 | 2  | 2  | 4  |
| 2016–17    | Kärpät           | Liiga      | 23  | 3  | 15  | 18  | 6   | —  | — | —  | —  | —  |
| 2017–18    | Luleå HF         | SHL        | 45  | 7  | 26  | 33  | 16  | 2  | 0 | 1  | 1  | 0  |
| 2018–19    | Luleå HF         | SHL        | 43  | 16 | 18  | 34  | 24  | 8  | 3 | 5  | 8  | 6  |
| 2019–20    | Luleå HF         | SHL        | 36  | 8  | 12  | 20  | 16  | —  | — | —  | —  | —  |
| 2020–21    | Luleå HF         | SHL        | 48  | 10 | 18  | 28  | 12  | 7  | 1 | 2  | 3  | 0  |
| 2021–22    | EHC Visp         | SL         | 39  | 10 | 34  | 44  | 20  | 6  | 2 | 3  | 5  | 2  |
| 2022–23    | EHC Basel        | NL         | 4   | 2  | 2   | 4   | 0   | —  | — | —  | —  | —  |
| 2022–23    | Graz 99ers       | ICEHL      | 20  | 5  | 18  | 23  | 8   | —  | — | —  | —  | —  |
| 2022–23    | Luleå HF         | SHL        | 6   | 1  | 3   | 4   | 0   | 10 | 1 | 2  | 3  | 4  |
| 2023–24    | Luleå HF         | SHL        | 15  | 1  | 0   | 1   | 0   | 4  | 0 | 0  | 0  | 2  |
| SHL totalt | SHL totalt       | SHL totalt | 482 | 98 | 199 | 297 | 202 | 81 | 8 | 32 | 40 | 24 |

### Internationellt
| År            | Lag           | Turnering     | Matcher | Mål | Assists | Poäng | Utv. |
| ------------- | ------------- | ------------- | ------- | --- | ------- | ----- | ---- |
| 2004          | Sverige       | U18-VM        | 6       | 0   | 1       | 1     | 0    |
| Junior totalt | Junior totalt | Junior totalt | 6       | 0   | 1       | 1     | 0    |